# Carte mentale
Ne doit pas être confondu avec Carte heuristique.

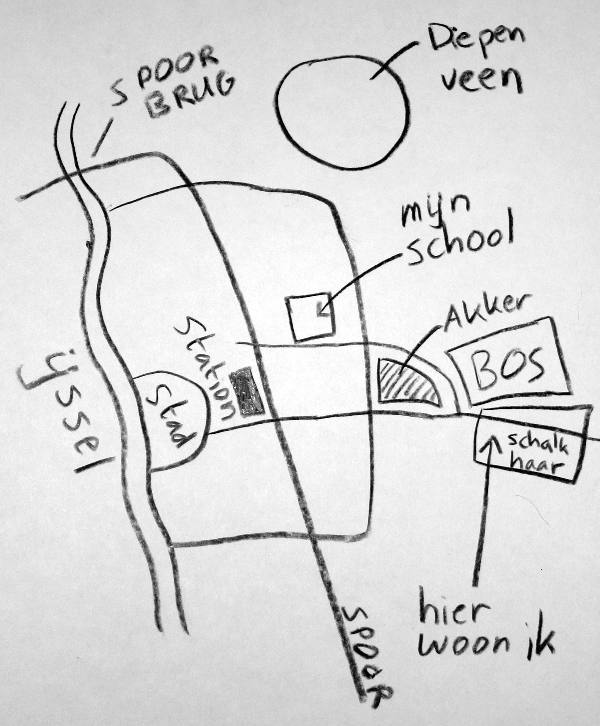
Exemple de carte mentale.

La notion de carte mentale (en anglais « mental map ») a été développée par la psychologie cognitive (notamment Kevin Lynch) à partir des années 1950 et surtout des années 1970. Alors que la carte cognitive ou carte heuristique (en anglais « mind map » qui amène de la confusion chez certains auteurs) propose une représentation visualisant l'organisation de l'information dans le cerveau animal ou humain, la notion de carte mentale est utilisée par les géographes, puis par l'ensemble des sciences humaines et sociales pour mener une réflexion sur les imaginaires spatiaux des individus ou des collectivités.
Cette notion est à rapprocher d'un côté de l'intérêt pour la dimension spatiale des phénomènes sociaux (« tournant spatial » ou spatial turn en sciences humaines), de l’autre d’une réflexion pluridisciplinaire sur les représentations et les imaginaires collectifs. Dès lors, la carte mentale n’existe pas nécessairement sous forme dessinée, mais peut demeurer un outil d’interprétation donnant lieu à une description.

## Recherches et applications

### Applications en géographie et psychologie sociale et environnementale
La carte mentale est une méthode de collecte de l’information. Il s’agit de demander aux individus d’un groupe donné de dessiner ou d’écrire spontanément leur représentation d’un objet ou d’un espace spécifique, sous certaines conditions. L’information peut ensuite être restituée sous forme de cartes grâce aux systèmes d’information géographiques (SIG) ou via des techniques mobilisant des analyses pré-iconographique ou chorématique. Enfin, ces cartes donnent lieu à des comparaisons et des interprétations. Leur usage peut être pédagogique. Les cartes mentales sont utilisées également par les géographes et psychologues  comme instrument de recherche pour déterminer la perception des espaces par le public (géographie du comportement). Il existe un débat sur la nature individuelle et/ou sociale des cartes mentales, . C'est à partir des années 70, en psychologie sociale et environnementale, que plusieurs chercheurs soulignent la construction sociale des représentations individuelles de l'espace. Par exemple, le travail de Denise Jodelet et Stanley Milgram sur les représentations de la ville de Paris dans les années '70 s'appuie sur la théorie des représentations sociales et considère les cartes mentales comme le produit des interactions sociales dans les groupes sociaux.  

### Application en histoire des relations internationales et géopolitique
Dans le domaine des relations internationales, le concept de carte mentale met en relation les réflexions sur l’espace (cartographie, frontières) avec le travail sur les imaginaires collectifs ou sociaux, les stéréotypes, les mythes et les mythologies politiques, les « communautés imaginées ».  Par exemple, l’historien américain Timothy Snyder utilise les cartes mentales pour étudier les meurtres de masses commis successivement dans un espace géographique délimité en Europe de l’Est par l’URSS et l’Allemagne nazie et  de 1932 à 1945. La carte mentale contribue aussi à la réflexion sur la vision du monde des décideurs (policy makers) et l’articulation entre les crises et une perception large du monde, incluant non seulement la sécurité et l’économie, mais aussi les dimensions démographiques, la classe, les valeurs, les références historiques.
La carte mentale est un outil pour les sciences politiques et l’analyse de l’actualité, par exemple de la crise ukrainienne en 2014. À l’occasion du déploiement des forces russes en Crimée en mars 2014 et de l’augmentation de la tension diplomatique entre Russie et Ukraine, le Washington Post a rapporté une étude dans laquelle on a demandé aux sondés d’indiquer sur le planisphère où se trouve l’Ukraine afin de connaitre s’il existe une relation entre l’information (ou le manque d’information) et la préférence en matière de politique étrangère. Le résultat de l’enquête a démontré que moins les sondés nord-américains savaient placer l’Ukraine sur la carte, plus ils souhaitaient l’utilisation de la force de la part des États-Unis